# Under the Gun (альбом Poco)
Under the Gun (рус. под прицелом) — четырнадцатый альбом американской кантри-рок-группы Poco, выпущенный в июле 1980 года на MCA Records. Альбом достиг 46 позиции в чарте Billboard 200.

## Об альбоме
Песни «Under the Gun» и «Midnight Rain» были изданы в качестве синглов и до сих пор исполняются группой на концертах. Би-сайдом к «Under the Gun» стала песня «Reputation», а сингл занял 48 место в чарте Billboard Hot 100. Би-сайдом к «Midnight Rain» была выбрана удлинённая версия этой композиции и сингл занял 74 место в «горячей сотне».

## Список композиций
1. «Under the Gun» (Пол Коттон) — 3:11
2. «While We’re Still Young» (Расти Янг) — 3:52
3. «The Everlasting Kind» (Янг) — 4:22
4. «Down to the Wire» (Коттон) — 2:55
5. «Footsteps of a Fool (Shaky Ground)» (Янг) — 3:57
6. «Reputation» (Янг) — 4:51
7. «Midnight Rain» (Коттон) — 4:25
8. «A Fool’s Paradise» (Янг) — 3:18
9. «Friends in the Distance» (Коттон) — 3:40
10. «Made of Stone» (Янг) — 4:00

## Участники записи
- Пол Коттон — гитара, вокал
- Расти Янг — стил-гитара, гитара, вокал
- Чарли Харрисон — бас-гитара, вокал
- Стив Чапман — ударные
- Ким Баллард — клавишные, вокал
- Стив Форман — перкуссия
- Фил Кензи — саксофон
- Майк Фликер — продюсер
- Джо Чиккарелли — инженер